# Вязовое (Харьковская область)
Вязовое (укр. В'язове), село, 
Протопоповский сельский совет,
Дергачёвский район,
Харьковская область.
Код КОАТУУ — 6322081003. Население по переписи 2001 года составляет 31 (15/16 м/ж) человек.

## Географическое положение
Село Вязовое находится в верховьях балки Вязовый Яр, по которой протекает пересыхающий ручей с несколькими запрудами.
На расстоянии в 1,5 км расположено село Орехово, в 3,5 км – село Протопоповка.
Село окружено большим лесным массивом (дуб, осина)

## История
- 1747 - дата основания.
- В 1940 году, перед ВОВ, на хуторе Вязовый были 59 дворов, школа, три источника и ветряная мельница.[1]
- При СССР в селе была построена и работала кролеферма.[2]

## Экономика
- В селе при СССР была молочно-товарная ферма.